# Windischgarsten
Windischgarsten ist eine Marktgemeinde im österreichischen Bundesland Oberösterreich im Süden des Bezirks Kirchdorf im Traunviertel mit 2356 Einwohnern (Stand 1. Jänner 2025). Seit 1964 ist Windischgarsten Luftkurort und hat einen historischen Ortskern.

## Geografie
Windischgarsten liegt auf 602 m Höhe im Traunviertel, im Windischgarstner Becken, umrahmt von den Bergen der Haller Mauern im Süden (Großer Pyhrgas 2244 m), des Sengsengebirges im Norden (Hoher Nock 1963 m) am Rande des Nationalparks Kalkalpen und des Toten Gebirges im Westen (Warscheneck 2389 m). Windischgarsten gehört zur Tourismusregion Pyhrn-Priel und verfügt wegen seiner Lage an der überregionalen Nord-Süd-Verkehrsverbindung durch die Alpen über eine gute Verkehrsanbindung – sowohl per Auto über die Pyhrn Autobahn A 9 als auch per Bahn über die Pyhrnbahn.

### Gliederung des Gemeindegebiets
Die Gemeinde besteht aus nur einer Katastralgemeinde. Die Ausdehnung beträgt von Nord nach Süd 3,2 km und von West nach Ost 3 km. Die Gesamtfläche beträgt 4,91 km². 36,7 % der Fläche sind bewaldet und 40,8 % der Fläche sind landwirtschaftlich genutzt.

### Nachbargemeinden
| Roßleithen |                                             |                      |
|            | Kompassrose, die auf Nachbargemeinden zeigt | Rosenau am Hengstpaß |
|            | Spital am Pyhrn                             | Edlbach              |

### Eingemeindungen
Es gibt aktuell keine aktiven Bestrebungen, umliegende Gemeinden in Windischgarsten einzugemeinden, aber eine Diskussion kam zuletzt auf, als die Gemeinden Weyer-Markt und Weyer-Land per 1. Jänner 2007 wieder zu einer einzigen Gemeinde vereint wurden. Unter den fünf Gemeinden im Garstnertal ist Windischgarsten mit 4,9 Quadratkilometern Fläche zwar die kleinste, hat aber mit 2356 Personen (Stand 1. Jänner 2025) die meisten Einwohner. Würde sich Windischgarsten auf die Fläche der Großpfarre ausdehnen, müssten die Nachbargemeinden Edlbach (645 Einwohner, 8,3 km²), Roßleithen (1826 Einwohner, 67,5 km²) und Rosenau am Hengstpaß (649 Einwohner, 108,3 km²) eingemeindet werden. Windischgarsten hätte dann knapp 5600 Einwohner und eine Fläche von 189 Quadratkilometern.

### Klima
|                        | Jan  | Feb  | Mär  | Apr  | Mai   | Jun   | Jul   | Aug   | Sep   | Okt  | Nov   | Dez   |   |         |
| Mittl. Temperatur (°C) | −2,8 | −0,9 | 2,4  | 6,2  | 11,6  | 14,2  | 16,0  | 15,7  | 11,8  | 7,6  | 1,6   | −1,7  | ⌀ | 6,8     |
| Mittl. Tagesmax. (°C)  | 2,4  | 4,9  | 8,6  | 12,5 | 18,3  | 20,4  | 22,5  | 22,7  | 18,7  | 14,5 | 7,0   | 3,0   | ⌀ | 13      |
| Mittl. Tagesmin. (°C)  | −6,5 | −4,8 | −1,8 | 1,6  | 6,1   | 9,0   | 10,7  | 10,7  | 7,4   | 3,4  | −1,8  | −5,0  | ⌀ | 2,5     |
|                        |      |      |      |      |       |       |       |       |       |      |       |       |   |         |
| Niederschlag (mm)      | 96,7 | 70,1 | 98,4 | 86,9 | 103,0 | 140,5 | 165,2 | 129,5 | 108,7 | 77,3 | 103,1 | 107,0 | Σ | 1.286,4 |

| −6,5 |

| −4,8 |

| −1,8 |

| 1,6 |

| 6,1 |

| 9,0 |

| 10,7 |

| 10,7 |

| 7,4 |

| 3,4 |

| −1,8 |

| −5,0 |

| −6,5 |

| −4,8 |

| −1,8 |

| 1,6 |

| 6,1 |

| 9,0 |

| 10,7 |

| 10,7 |

| 7,4 |

| 3,4 |

| −1,8 |

| −5,0 |

## Geschichte

### Die keltisch-römische Siedlung Gabromagus
Das römische Windischgarsten „Gabromagus“ (der Name ist keltisch und bedeutet „Bocksfeld“) lag im Südwesten des heutigen Ortes in den Fluren Sattlerfeld, Weberwastlfeld und Hafnerfeld. Gefunden wurden bei zahlreichen Grabungen seit dem Jahr 1862 Reste von mehreren Dutzend Gebäuden, ein römisches Bad, Reste von drei Essen, Keramik (Terra Sigillata), Hufeisen, eine mansio (Herberge / Pferdewechselstation), mehrere hundert römische Münzen mindestens vom 2. bis zum 4. Jahrhundert sowie zahlreiche Ziegelstempel. Letztere sind von der im Jahre 173 aufgestellten legio II Italica von einem Numerus und einer Reitereinheit (Ala). Hinzu kommen Streufunde aus einem Areal von nahe zu einem Quadratkilometer. Viele dieser Grabungen sind lückenhaft dokumentiert, dennoch ist eine nicht unbedeutende römische Siedlung (vicus) gesichert. Zu ihr gehörte eine mansio (Übernachtungsstation) an der Via Norica, die im 2. bis frühen 5. Jahrhundert bestand, außerdem gibt es Hinweise auf eine kleinere Befestigung in spätrömischer Zeit. Ein Hinweis für die Bedeutung des römischen Gabromagus ist dessen Nennung sowohl in der Tabula Peutingeriana als auch im Intinerarium Antonini.

### Garsten / Windischgarsten im Mittelalter
Das frühmittelalterliche Windischgarsten lag zur Zeit seiner Gründung ursprünglich im Südostteil des Herzogtums Bayern an der Pyhrnstraße, deren Verlauf der heutigen österreichischen Bundesstraße 138 entspricht. Im Zuge der karolingischen Organisation wurde hier um 800 ein Herrschaftshof geschaffen, der vermutlich, wie der Name erkennen lässt (slawisch für „Waldbergland“), eine alpenslawische Bevölkerung zusammengefasst hat. Im 11. Jahrhundert kam dieser Hof als Zentrum eines ausgedehnten Besitzes an das Bistum Bamberg in Franken. Als der Pilgerverkehr während des 1. Kreuzzuges stark zunahm, wurde vom Hof, der unter dem Pfarrhofberg lag, eine Hube am Dambachübergang abgespalten. Eine Kirche wurde wahrscheinlich 1119 geweiht. In den folgenden Jahrzehnten des anschwellenden Pilgerverkehrs löste sich der Hof letztlich in Huben und Lehen auf. In dem zum Dorf angewachsenen Ort übernachtete am Palmsonntag (29. März) 1170 Kaiser Friedrich Barbarossa mit großem Gefolge; eine Urkunde berichtet, Barbarossa habe diesen Tag apud Garsten villam („bei der Siedlung/dem Hof Garsten“) verbracht. Eine lange Debatte, ob damit das Kloster Garsten bei Steyr oder aber Windischgarsten gemeint war, gilt heute als zugunsten von Windischgarsten entschieden. Es ist zugleich die erste urkundliche Erwähnung des Ortes, soweit man nicht die Hinweise auf die Weihung einer Kirche im Jahr 1119 als Ersterwähnung deutet.
Im östlichen Teil des Dorfes formierte sich seit dem 13. Jahrhundert ein Straßenmarkt. Der Ort hieß nun, weil im Tal noch viele Slawen lebten, zum Unterschied von Garsten bei Steyr „Windischgarsten“. Damals bestand die Valentinskirche beim Pfarrhofberg, die erst im 17. Jahrhundert gänzlich abkam. Bereits 1383 wird Windischgarsten als „Markt“ bezeichnet und 1444 erhielt der Ort vom König einen Wochenmarkt verliehen. Als die Umgebung im Spätmittelalter weitgehend unter die Grundherrschaft Spital geriet, bildeten Ort und direkte Umgebung eine bambergische „Hofmark“, die später (1435) an Spital verpfändet und schließlich 1688 in die Herrschaft integriert wurde. Der geschäftige Gewerbeort bekam 1462 eine neue große Kirche (St. Jakob).

### Windischgarsten in der Neuzeit
In der frühen Neuzeit – der Markt zählte damals über 60 Häuser – brachte die „Proviantwidmung“ in der Eisenwurzen einen raschen Aufschwung. Wirren im Zeitalter der Konfessionalisierung und mehrere Brände schadeten aber der Entwicklung. Der Markt der Barockzeit – noch heute sind gediegene Bürgerhäuser dieser Zeit vorhanden – akzentuierte als Mittelpunkt zahlreicher Sensenwerke selbstzufriedene Bürgerlichkeit. Während der Napoleonischen Kriege war der Ort mehrfach besetzt. Danach gehörte der Ort wieder zu „Österreich ob der Enns“. Im 19. Jahrhundert entfalteten sich eine beschauliche Vereinstätigkeit und der Ausbau zentraler Einrichtungen (z. B. Bezirksgericht). Auch der Tourismus setzte ein.
Nach dem Anschluss Österreichs an das Deutsche Reich am 13. März 1938 gehörte der Ort zum „Gau Oberdonau“. Bei Kriegsende waren 122 Windischgarstner gefallen oder vermisst. 1945 erfolgte die Wiederherstellung Oberösterreichs als Bundesland.
Seit 1950 wurde der Wintertourismus belebt, 1951 fanden hier die alpinen und nordischen Staatsmeisterschaften im Schilauf statt. Seit 1964 ist Windischgarsten Luftkurort. Der Ort feierte 1994 die Markterhebung vor 550 Jahren, 1998 war er Gastgeber der Schi-Orientierungslauf-Weltmeisterschaft.
Bis 31. Dezember 2012 war Windischgarsten Sitz eines Bezirksgerichts, dem der Gerichtsbezirk Windischgarsten unterstand. Mit 1. Jänner 2013 wurde das Bezirksgericht geschlossen und das Gebiet dem Gerichtsbezirk Kirchdorf an der Krems zugeteilt.

### Bevölkerungsentwicklung
Quelle: Statistik Austria
Das Bevölkerungswachstum in Windischgarsten in den Jahren 1981 bis 2011 erfolgte trotz einer negativen Geburtenbilanz durch eine starke Zuwanderung.

## Kultur und Sehenswürdigkeiten

### Sehenswürdigkeiten

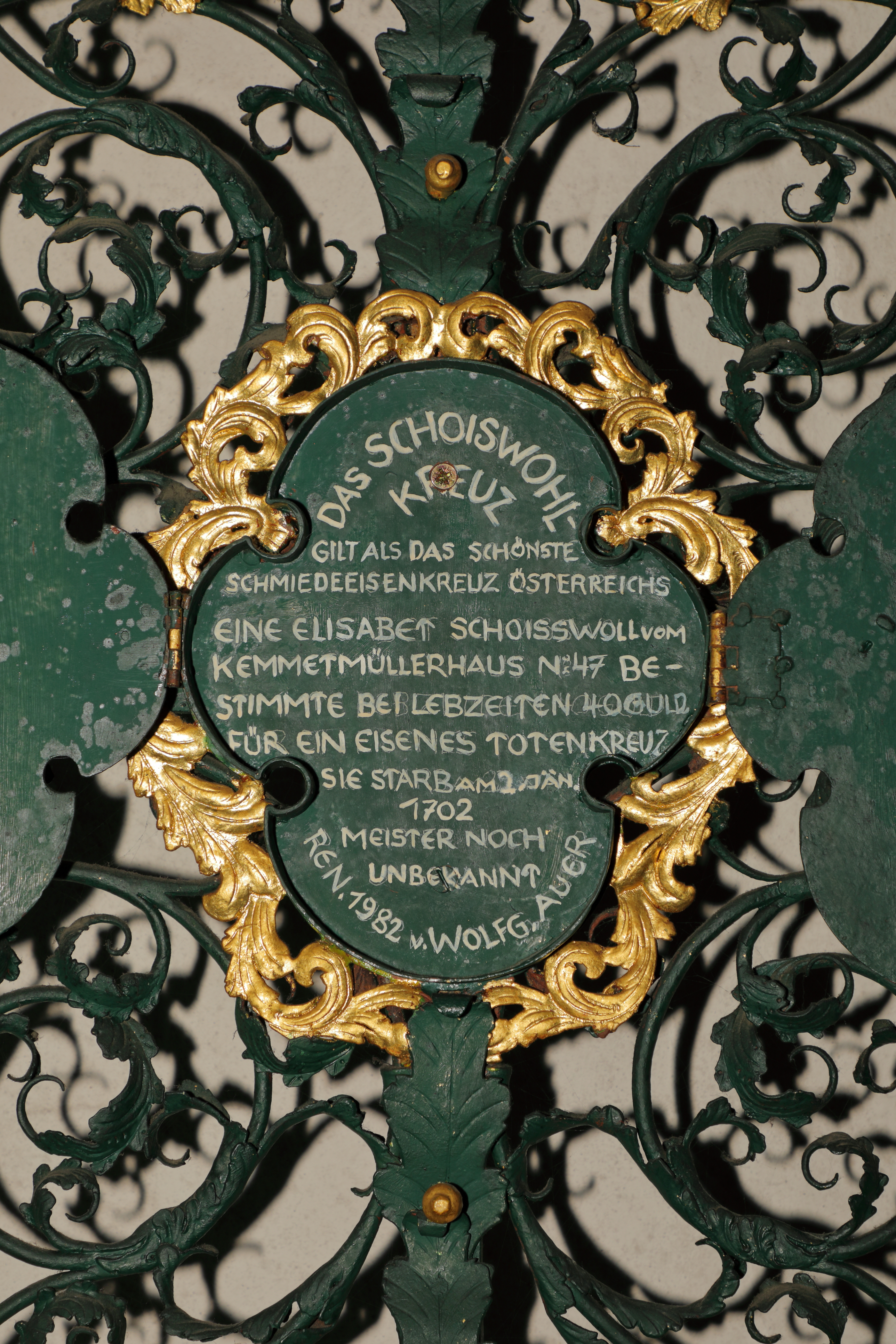
Schoiswohlkreuz in der Pfarrkirche hl. Jakobus

- historischer Ortskern

### Regelmäßige Veranstaltungen
Das Lederhosentreffen ist ein international bekanntes Volksfest, das regelmäßig am letzten Juli-Wochenende in Windischgarsten stattfindet.

### Sport
Windischgarsten verfügt über einen modernen Sportplatz, der auch von internationalen Fußballvereinen für Sommertrainingswochen verwendet wird. So gastierten hier bereits der 1. FC Köln, TSG 1899 Hoffenheim, die slowakische Fußballnationalmannschaft, der ÖFB, Galatasaray Istanbul, Eintracht Frankfurt, Dynamo Dresden, Roter Stern Belgrad und viele andere.
In Windischgarsten gibt es ein Freibad und ein Hallenbad mit Sauna.
Außerdem finden am Wurbauerkogel regelmäßig Sportveranstaltungen statt, z. B. Berglauf, Mountainbike Downhill.

## Wirtschaft und Infrastruktur
- Wasserversorgung: Der Arzt Svetlin schenkte der Gemeinde Windischgarsten drei Quellen in der Muttling. Eine 3500 Meter lange Hochquellwasserleitung wurde am 15. Juli 1905 unter Bürgermeister Schröckenfux eröffnet. Am 18. August wurde im Rahmen des Kaiserfestes und des 78. Geburtstags von Kaiser Franz Joseph I. ein Gedenkstein dazu enthüllt.

Windischgarsten hat die Funktion eines regionalen Kleinzentrums, da die Nachbargemeinden nur geringe Einwohnerzahlen haben und somit nicht über alle erforderlichen sozialen Einrichtungen verfügen.
- Nahversorgung, Versorgung des gehobenen Bedarfs
- Kindergarten, Volks-, Mittel- und eine Musikschule, VHS
- Pfarre, Kirche, Friedhof
- Arzt, Apotheker
- Postamt, Bahnhof
- Freizeit- und Sportanlagen
- Banken (Filiale der Sparkasse Oberösterreich, Zentrale der Raiffeisenbank Pyhrn-Priel)

- Rotes Kreuz: 1907 gründete die Freiwillige Feuerwehr des Ortes die erste Rettungsabteilung, aus der 1913 der Verein Rotes Kreuz Windischgarsten gegründet wurde. 1922 wird dem Roten Kreuz eine Zeughütte im rückwärtigen Teil des Schulgebäudes zur Benutzung übergeben. Am 28. Juli 1963 wurde 50 Jahre Rotes Kreuz Windischgarsten mit einer Wagenweihe und einem Platzkonzert gefeiert. Im Jahr 1963 wird der Bürgermeister Johann Gmeiner zum Bezirksstellenleiter gewählt und 1968 in dieser Funktion bestätigt. 1970 wird ein Grundstück für eine neue Ortsstelle in Windischgarsten angekauft. Im Dezember 1990 wird der Notruf 144 von der Ortsstelle Windischgarsten in die Bezirksleitstelle geschaltet, ab diesem Zeitpunkt werden alle Notrufe über die Zentrale in Kirchdorf angenommen und koordiniert. Am 20. April 1991 wurde die neue Dienststelle Windischgarsten feierlich eröffnet. Im Jahr 2002 wurde mit der Errichtung einer neuen Dienststelle für Windischgarsten begonnen, sie konnte im Sommer 2003 eröffnet werden. Im Zuge der Neuerrichtung wurde die Dienststelle aus dem Ort an eine Ausfallstraße nahe der Bundesstraße verlegt. Die neue Adresse ist nun Gleinkerseestraße 46. Neben dem Rettungsdienst wird vom Roten Kreuz auch der Dienst Essen auf Rädern durchgeführt.

- Feuerwehr: Windischgarsten besitzt eine eigene Freiwillige Feuerwehr. Der Verein FF Windischgarsten wurde am 9. Februar 1875 gegründet.

### Bildung
Windischgarsten verfügt über eine Volksschule, zwei Neue Mittelschulen und eine Polytechnische Schule sowie eine Landesmusikschule.
- Volksschule Windischgarsten: Zählte die Volksschule Windischgarsten im Schuljahr 1996/97 noch 11 Klassen mit 255 Schülern, so hat sich diese Zahl bis 2010/11 auf 148 Schüler und 8 Klassen beinahe halbiert.[9] Dies ist mit einem allgemeinen Geburtenrückgang zu erklären.
- Hauptschulen: Im Jahr 2009 zählten die drei Hauptschulen 455 Schüler in 21 Klassen, bis 2006/07 variierten diese Werte nur leicht, fallen seitdem aber kontinuierlich und liegen nun bei 384 Schülern in 21 Klassen im Jahr 2010/11. Auffällig dabei ist, dass sich nur die Schüleranzahl, jedoch nicht die Anzahl der Klassen reduziert hat. So lag 2006/07 der Durchschnitt noch bei 21,3 Schüler pro Klasse, 2010/11 nur noch bei 18,3 Schüler pro Klasse.[9]
  - Hauptschule 1 Kirchfeld / Ski-Mittelschule: Im Schuljahr 1967/68 wurde eine „Schiklasse“ eingeführt. Aktuell wird die Ski-Mittelschule vom Direktor Klaus Hüthmair geführt. Die Dekretübergabe erfolgte am 4. Juli 2012 durch Landeshauptmann Josef Pühringer.[10] Direktoren: bis 2012 Franz Dirninger, ab 2012 Klaus Hüthmair.
  - Neue Mittelschule: Die Schule wurde als Hauptschule 2 1987 eröffnet.
- Polytechnische Schule Windischgarsten: Die Polytechnische Schule ist in das Gebäude der Hauptschule 2 Römerfeld integriert und befindet sich in den Schutzräumen im Keller der Hauptschule. Jährlich besuchen etwa 30 Schüler den Lehrgang, wobei auch hier über die Jahre ein deutlicher Rückgang zu verzeichnen ist. So waren es 2002/03 noch 40 Schüler, im Schuljahr 2010/11 nur noch 23.[9] 2008 gab es Bestrebungen den Polytechnischen Lehrgang in Windischgarsten aufzulösen und nach Kirchdorf an der Krems zu verlagern und in die dortige Schule zu integrieren.[11] Nach heftigem Protest der lokalen Politik und Betriebe wurde dieses Vorhaben jedoch nicht weiter verfolgt.
- Volkshochschule
- Landesmusikschule Windischgarsten
- Bücherei: Die Bücherei zählte 2012 ungefähr 4500 Printmedien, 400 DVDs und 250 Spiele zu ihrem Bestand. 2011 gab es etwa 7000 Entlehnungen von 350 aktiven Lesern. Die Bücherei wird von acht Mitarbeitern betreut.[12]

### Gemeindebetriebe
Die Gemeinde Windischgarsten unterhält eine Reihe von gemeindeeigenen Betrieben.
- Freibad Windischgarsten
- Hallenbad Windischgarsten mit Sauna
- Gemeindebauhof
- Gemeindeforst
- Kläranlage Windischgarsten

### Tourismus
Der Tourismus ist ein wichtiger Wirtschaftsfaktor für den Ort. 2009 zählte Windischgarsten 81.694 Nächtigungen, bis 2011 verringerte sich diese Zahl jedoch um 16,6 % auf 68.166. Dabei verteilen sich die Nächtigungen nach Herkunft zu etwa zwei Drittel auf Inländer und ein Drittel Ausländer, wobei die Ausländer mit durchschnittlich 4,6 Aufenthaltstagen tendenziell länger bleiben als Inländer mit durchschnittlich 3,0 Aufenthaltstagen. Touristen aus Deutschland stellen mit knapp 80 % der gesamten Nächtigungen ausländischer Touristen den größten Anteil.
Windischgarsten ist der Endpunkt der bekannten „Piratenschwestern“ Lastenradreiseroute, die in Hamburg startet und die deutschen Bundesländer Niedersachsen, Brandenburg, Sachsen-Anhalt, Thüringen und Bayern durchquert. In Oberösterreich setzt sich die Route bis zum Schärhaus in Windischgarsten fort.

## Politik
Der Gemeinderat hat 25 Mitglieder.

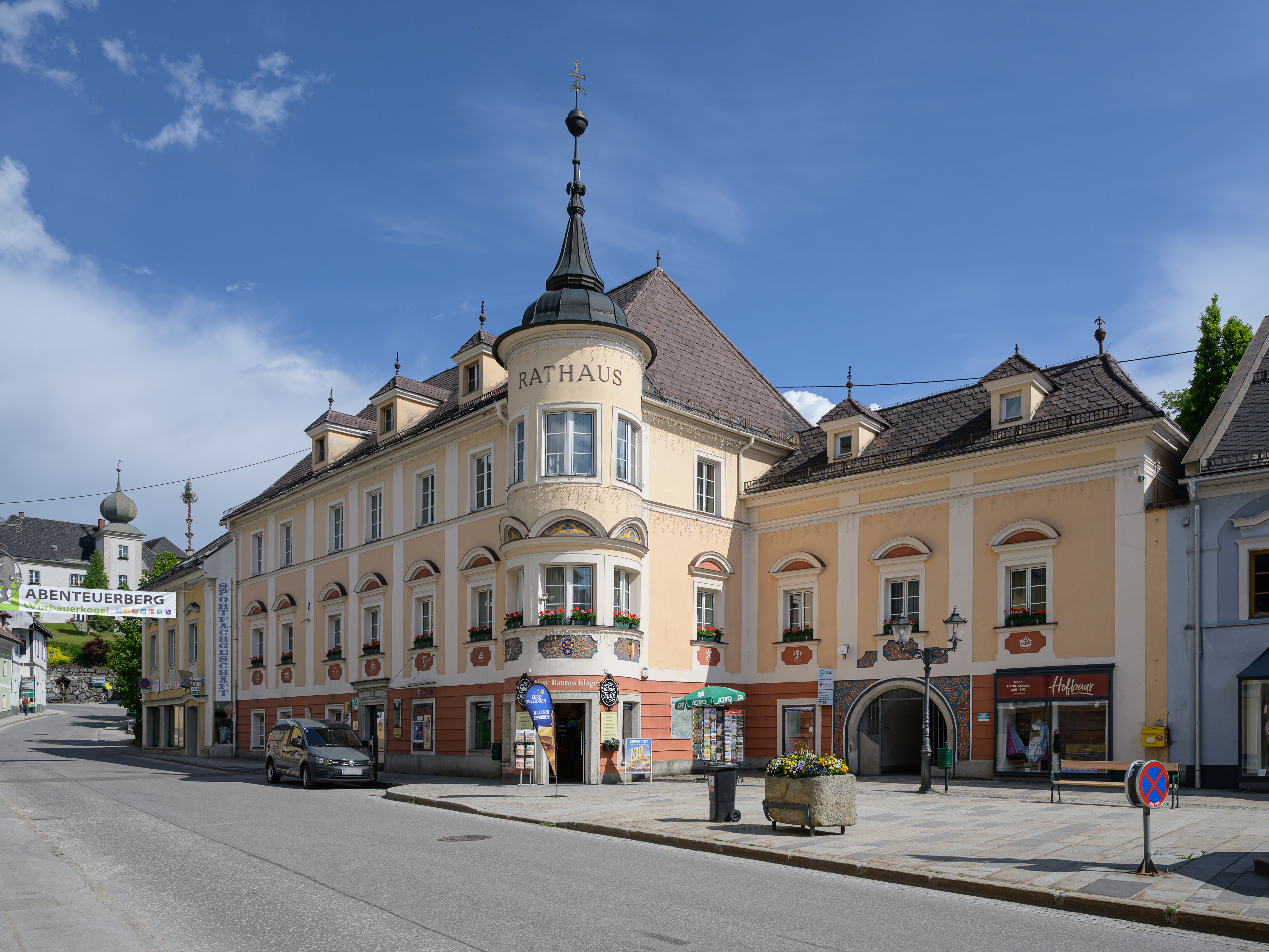
Rathaus

- Mit den Gemeinderats- und Bürgermeisterwahlen in Oberösterreich 2003 hatte der Gemeinderat folgende Verteilung: 14 ÖVP, 10 SPÖ und 1 FPÖ.
- Mit den Gemeinderats- und Bürgermeisterwahlen in Oberösterreich 2009 hatte der Gemeinderat folgende Verteilung: 13 ÖVP, 9 SPÖ und 3 FÜRWI.
- Mit den Gemeinderats- und Bürgermeisterwahlen in Oberösterreich 2015 hatte der Gemeinderat folgende Verteilung: 11 ÖVP, 8 SPÖ, 5 FPÖ und 1 FÜRWI.
- Mit den Gemeinderats- und Bürgermeisterwahlen in Oberösterreich 2021 hat der Gemeinderat folgende Verteilung: 14 SPÖ, 9 ÖVP und 2 FPÖ.[16][17]

### Bürgermeister
Bürgermeister seit 1850:
- 1850–1867 Leopold Westermayr
- 1867–1873 Ferdinand Hofbauer
- 1873–1879 Michael Zöls
- 1879–1894 Gerhard Purgleitner
- 1894–1903 Emil Zeller
- 1903–1917 Franz X. Schröckenfux
- 1917–1919 Emil Zeller
- 1919–1922 Franz Lechner, CSP[18]
- 1922–1924 Dicketmüller
- 1924–1929 Franz Lechner, CSP
- 1929–1934 Hans Fischer
- 1934–1942 Franz Lechner, CSP
- 1942–1945 Franz Scheer, NSDAP
- 1945–1945 Franz Lechner, ÖVP (kommissarisch)
- 1945–1951 Rudolf Sulzbacher, SPÖ
- 1951–1967 Johann Gmeiner, SPÖ[19]
- 1967–1979 Josef Seidlmann, SPÖ
- 1979–1991 Johann Pernkopf, ÖVP[20]
- 1991–2000 Franz Hufnagl, SPÖ
- 2000–2020 Norbert Vögerl, ÖVP
- 2020–2020 Barbara Blutaumüller, ÖVP (geschäftsführend)
- 2020–2021 Michael Eibl, ÖVP
- seit 2021 Bernhard Rieser, SPÖ

### Wappen
Blasonierung:
„In Blau eine goldene, gestürzte, mit drei goldenen Gerstenähren fächerförmig besteckte Mondsichel, begleitet von drei goldenen Sternen, und zwar einem größeren unten in der Höhlung des Halbmondes und zwei kleineren oben zu beiden Seiten der Ähren.“
Die Gemeindefarben sind Blau-Gelb.
Die gestürzte Mondsichel ist dem Wappen des 1807 aufgehobenen Kollegiatstiftes weltlicher Chorherren Spital am Pyhrn entnommen, das 1435 den Ort vom Hochstift Bamberg durch Kauf erworben hatte. Die Ähren deuten auf die Gründungssage von Windischgarsten, der zufolge in der Zeit nach der Völkerwanderung vom Süden kommende windische (slawische) Kaufleute, die hier lagerten und unversehens Gerstenkörner aus ihren Getreidesäcken in der damals öden Gegend verstreuten, ein reiches Ährenfeld vorfanden, als sie später wieder hierher kamen; von der Fruchtbarkeit des Bodens überzeugt siedelten sich daraufhin einige von ihnen an und begründeten so den Ort.

### Gemeindepartnerschaften
- Großenlüder in Hessen, Deutschland. Richard Keller initiierte die Städtepartnerschaft zwischen Großenlüder und Windischgarsten. Er war Träger des Bundesverdienstkreuzes am Bande, Ehrengemeindevertreter der Gemeinde Großenlüder und jahrelanger Stammgast in Windischgarsten. Richard Keller starb am 3. Jänner 2005 im 86. Lebensjahr.[22]

## Persönlichkeiten

### Söhne und Töchter der Gemeinde
- Hans Hauenschild (1842–1901), Forscher und Erfinder, vor allem in der Zementindustrie
- Franz Mayr (1915–1985), Politiker, Abgeordneter zum Österreichischen Nationalrat
- Rudolf Postl (1862–1939), Apotheker und Politiker; letzter Bürgermeister von Ebelsberg
- Adelhard Roidinger (1941–2022), Jazzmusiker und Hochschullehrer
- Wilhelm Zauner (1929–2015), römisch-katholischer Theologe

### Ehrenbürger der Gemeinde

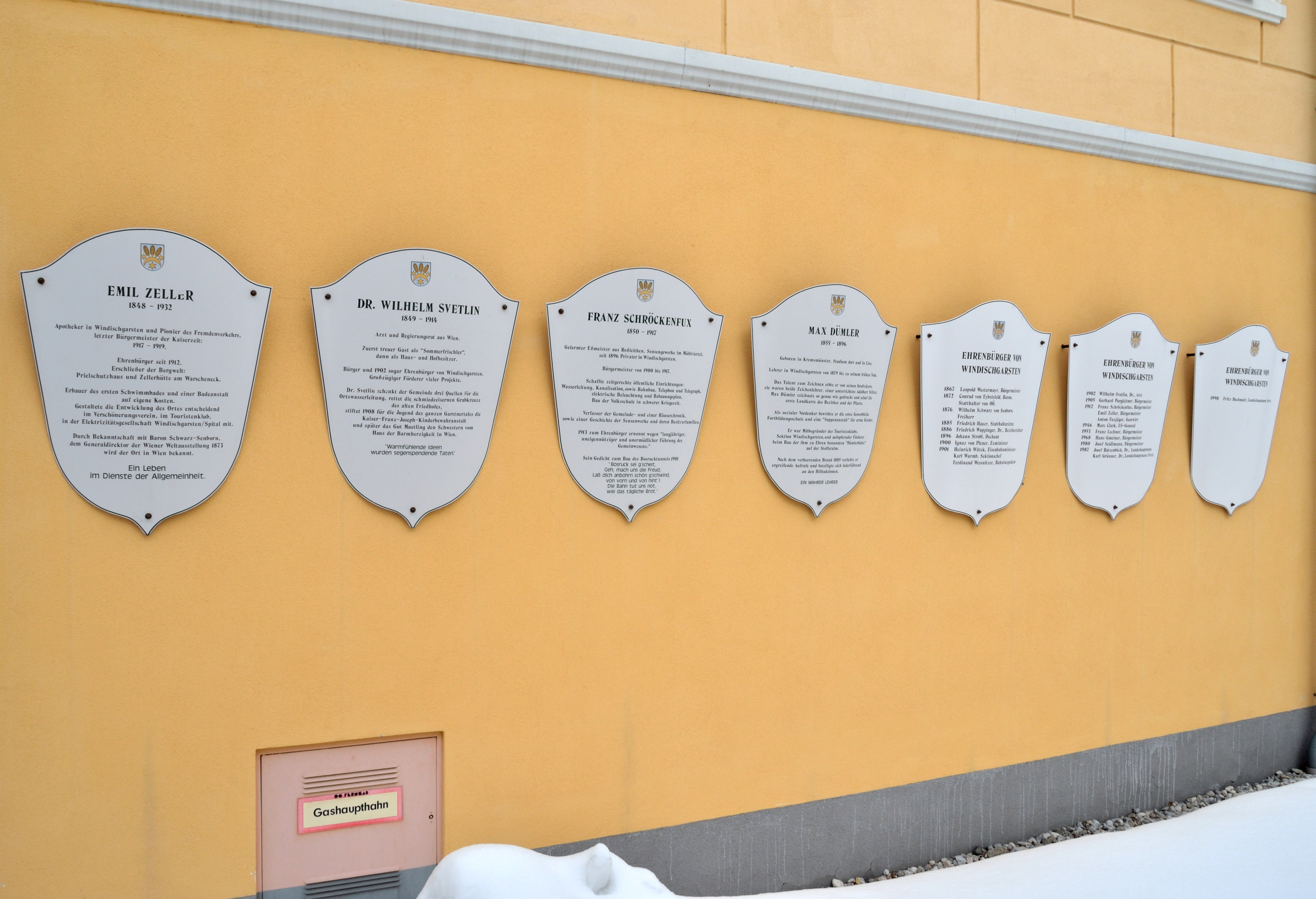
Gedenk- und Ehrentafeln am Bezirksgericht

(vorangestellt das Jahr der Verleihung der Ehrenbürgerschaft)
- 1867: Leopold Westermayr, Bürgermeister
- 1872: Sigmund Conrad von Eybesfeld, Baron, Statthalter von OÖ.
- 1876: Wilhelm Schwarz von Senborn, Freiherr
- 1885: Friedrich Hauer, Statthalterbeirat
- 1886: Friedrich Wuppinger, Bezirksrichter
- 1896: Johann Strobl, Dechant
- 1901: Heinrich Wittek, Eisenbahnminister
- 1901: Karl Wurmb, Sektionschef
- 1901: Ferdinand Wessnitzer, Bahninspektor
- 1902: Wilhelm Svetlin, Arzt
- 1905: Gerhard Purgleitner, Bürgermeister
- 1912: Franz Schröckenfux, Bürgermeister
- 1912: Emil Zeller, Bürgermeister
- 1912: Anton Fuxjäger, Gastwirt
- 1946: Mark W. Clark, Oberbefehlshaber der Amerikanischen Besatzungsmacht und US-Hochkommissar für Österreich[23]
- 1953: Franz Lechner, Bürgermeister
- 1968: Johann (Hans) Gmeiner, Bürgermeister
- 1980: Josef Seidlmann, Bürgermeister
- 1987: Josef Ratzenböck, Landeshauptmann
- 1987: Karl Grünner, Landeshauptmann Stellvertreter
- 1998: Fritz Hochmair, Landeshauptmann Stellvertreter

### Personen mit Bezug zur Gemeinde
- Tobias Haslinger, Musikverleger und Komponist, sowie sein Sohn Carl Haslinger wurden 1888 in Wien exhumiert und in Windischgarsten begraben
- Emil Zeller (1884–1932), Apotheker und Pionier des Fremdenverkehrs, letzter Bürgermeister der Kaiserzeit von 1917 bis 1919, seit 1912 Ehrenbürger Windischgarstens, gilt als Erschließer der Bergwelt mit dem Prielschutzhaus und der Zellerhütte am Warscheneck. Er baute das erste Schwimmbad und eine Badeanstalt auf eigene Kosten; gestaltete die Entwicklung des Ortes Windischgarsten/Spital entscheidend im Verschönerungsverein, im Touristenklub und in der Elektrizitätsgesellschaft mit. Durch die Bekanntschaft mit Baron Schwarz-Senborn, dem Generaldirektor der Wiener Weltausstellung 1873, wird Windischgarsten in Wien bekannt.
- Wilhelm Svetlin (1849–1914), Mediziner und Psychiater, seit 1902 Ehrenbürger, ließ im Ort die Fassung dreier Quellen für die Wasserversorgung und den Kindergarten errichten
- Franz Schröckenfux (1850–1917), Bürgermeister von 1900 bis 1917, Ehrenbürger seit 1913
- Max Dümler (1855–1896), Lehrer und Bergsteiger, maßgeblicher Planer und Organisator einer Schutzhütte auf dem Warscheneck, später Dümlerhütte genannt.
- Gerhard Maria Wagner, Pfarrer von Windischgarsten seit 1988. Im Jahr 2009 von Papst Benedikt XVI. zum Weihbischof von Linz ernannt. Wegen der Proteste aufgrund seiner konservativen Haltungen verzichtete er auf die Übernahme des Amtes.